# Ulf Kvensler
Ulf Kvensler (født 25. januar 1968 i Ronneby) er en svensk filminstruktør, manuskriptforfatter og skuespiller. Kvensler er manuskriptforfatter og instruktør på tv-serien Familien Löwander, der blev skabt efter en idé af Johan Rosenlind. Desuden er han romanforfatter og har skrevet bogen Sarek.
Ulf Kvensler spillede klarinet som barn og var medlem af Ronneby Musiksällskap. Han studerede økonomi på Uppsala universitet og arbejdede to år som IT- og managementrådgiver inden han skabte gruppen Humorator med blandt andet Mikael Tornving og Henrik Hjelt. I 1996 arbejdede han som komiker på Sveriges Television og skrev manuskriptet til nyhedssatireserien Detta har hänt. Siden er han fortsat i branchen, primært som skuespiller og manuskriptforfatter, men i de senere år også som instruktør. Humorator optrådte på SVT i komedieserien Svensk humor i efteråret 2013.

## Filmografi

### Som forfatter
- 2018 - Qu'est ce qu'on attend pour être heureux? (tv-serie)
- 2017-2020 - Familien Löwander (tv-serie)
- 2016-2018 - Forbandet (tv-serie)
- 2014-2015 - Welcome to Sweden (tv-serie)
- 2013 - Molanders (tv-serie)
- 2013 - Bäst före
- 2010-2021 - Solsidan (tv-serie)
- 2010 - Bröderna Karlsson
- 2007-2011 - Irene Huss (tv-serie)
- 2005 - Ulveson & Herngren (tv-serie)
- 2004 - Om Stig Petrés hemlighet (tv-serie)
- 2003-2006 - Kvarteret Skatan (tv-serie)
- 2001 - Humorlabbet (tv-serie)
- 2001 - En ängels tålamod (tv-serie)
- 1998-2004 - C/O Segemyhr (tv-serie)
- 1996-1997 - Detta har hänt (tv-serie)

### Som skuespiller
- 2017-2020 - Familien Löwander (tv-serie) – Inspektør Göransson
- 2016 - Finaste familjen (tv-serie) - læge
- 2013 - Molanders (tv-serie) - pantelånerassistent
- 2010-2021 - Solsidan (tv-serie) - Rodney
- 2008 - Vi hade i alla fall tur med vädret – igen - receptionisten
- 2006 - Varannan vecka - copywriter
- 2001 - Humorlabbet (tv-serie) - medvirkende
- 2001 - En ängels tålamod (tv-serie) - medvirkende
- 2001 - Känd från tv - journalist
- 2000 - Fem gånger Storm (tv-serie) – CEO-assistent
- 1998-2004 - C/O Segemyhr (tv-serie) – medlem af Jehovas Vidner
- 1997 - Tre Kronor (tv-serie) – Björn Krakow
- 1997 - Ogifta par ...en film som skiljer sig – lydtekniker
- 1996-1997 - Detta har hänt (tv-serie) – Kenneth Frisk, Gunnar Hökmark m.f.